# Psychomyiellodes obscurus
Psychomyiellodes obscurus är en nattsländeart som beskrevs av Douglas E. Kimmins 1957. Psychomyiellodes obscurus ingår i släktet Psychomyiellodes och familjen trattnattsländor. Inga underarter finns listade i Catalogue of Life.